# Modena Volley 2013-2014
Questa voce raccoglie le informazioni riguardanti il Modena Volley nelle competizioni ufficiali della stagione 2013-2014.

## Stagione
La stagione 2013-14 è per il Modena Volley, sponsorizzata da Casa Modena, la quarantaseiesima consecutiva in Serie A1; durante il periodo estivo la società attua un profondo riassetto societario che porta alla presidenza Catia Pedrini ed alla nuova denominazione in Modena Volley da quella precedente di Pallavolo Modena: nel periodo che intercorre tra il passaggio dalla vecchia alla nuova gestione il club prende il nome di Modena Volley Punto Zero. Come allenatore viene confermato Angelo Lorenzetti, mentre la rosa viene modificata al palleggio, con gli arrivi di Lukas Kampa e Dāvis Krūmiņš al posto di Michele Baranowicz e Riccardo Pinelli, ed in attacco con gli acquisti di Zbigniew Bartman, Alen Šket ed Niki Hendriks per Alberto Casadei e Gundars Celitāns, oltre all'acquisto del giovane centrale Thomas Beretta: a campionato in corso a diverse cessioni, come quella di Guillaume Quesque, si registrano gli ingaggi di Bruno de Rezende e Earvin N'Gapeth; tra le conferme quelle di Loris Manià, Andrea Sala, Sam Deroo e Uroš Kovačević.
Il campionato si apre con la vittoria sul Gruppo Sportivo Porto Robur Costa, mentre la prima sconfitta arriva nella giornata successiva ad opera della Sir Safety Perugia: a questa ne seguono altre due e la squadra ritorna al successo solo alla quinta giornata contro la Callipo Sport; nelle ultime sei giornate del girone di andata, i modenesi riesco ad aggiudicarsi due incontri e questi risultati li portano al sesto posto in classifica, risultati utile per la qualificazione alla Coppa Italia. La parte iniziale del girone di ritorno è simile a quella di andata: ad una prima vittoria seguono quattro stop di fila; dopo un successo sulla Trentino Volley e una nuova sconfitta contro l'Associazione Sportiva Volley Lube, il Modena Volley inanella quattro vittorie nelle ultime quattro gare che la portano a chiudere la regular season al quinto posto. L'avversario nei quarti di finale dei play-off scudetto è la formazione trentina, che viene superata in due gare, mentre in semifinale la sfida è contro la formazione di Macerata: i marchigiani riescono a vincere le tre gare utili per il passaggio del turno, eliminando gli emiliani; tuttavia questi vengono chiamati a giocare i play-off Challenge Cup, partendo dalle semifinali grazie alla qualificazione della Trentino Volley ad una competizione europea proprio per i risultati venutisi a verificare nei play-off scudetto: la squadra è però eliminata anche in questo caso, perdendo la sfida di andata e quella di ritorno per 3-0 contro il club di Ravenna.
La partecipazione alla Coppa Italia è data dal quinto posto al termine del girone di andata della Serie A1 2013-14: tuttavia l'avventura della squadra si limita ai quarti di finale a seguito della sconfitta per 3-0 inflitta dalla Trentino Volley e la conseguente eliminazione.

## Organigramma societario
Area direttiva
- Presidente: Catia Pedrini
- Vicepresidente: Dino Piacentini

Area organizzativa
- Team manager: Stefano Reggiani
- Segreteria generale: Luca Rigolon
- Direttore sportivo: Bruno Da Re (fino all'8 novembre 2013), Andrea Sartoretti (dal 25 novembre 2013)

Area tecnica
- Allenatore: Angelo Lorenzetti
- Allenatore in seconda: Lorenzo Tubertini
- Scout man: Luigi Parisi
- Responsabile settore giovanile: Elena Baschieri, Giulio Salvioli
- Assistente allenatori: Ettore Guidetti

Area comunicazione
- Responsabile comunicazioni: Filippo Marelli

Area marketing
- Ufficio marketing: Valentina Buttini

Area sanitaria
- Staff medico: Lorenzo Segre, Luigi Tarallo
- Preparatore atletico: Juan Carlos De Lellis
- Fisioterapista: Cristiano Cambi, Andrea Sternieri

## Rosa
| N° | Nome              | Ruolo | Data di nascita  | Nazionalità sportiva |
| -- | ----------------- | ----- | ---------------- | -------------------- |
| 1  | Loris Manià       | L     | 27 gennaio 1979  | Italia               |
| 2  | Fabio Donadio     | L     | 30 aprile 1988   | Italia               |
| 3  | Andrea Sala       | C     | 27 dicembre 1978 | Italia               |
| 5  | Alen Šket         | S/O   | 28 marzo 1988    | Slovenia             |
| 6  | Sam Deroo         | S     | 24 aprile 1992   | Belgio               |
| 7  | Guillaume Quesque | S     | 29 aprile 1989   | Francia              |
| 8  | Lukas Kampa       | P     | 29 novembre 1986 | Germania             |
| 9  | Zbigniew Bartman  | S/O   | 4 maggio 1987    | Polonia              |
| 11 | Thomas Beretta    | C     | 18 aprile 1990   | Italia               |
| 12 | Elia Bossi        | C     | 15 agosto 1994   | Italia               |
| 14 | Bruno de Rezende  | P     | 2 luglio 1986    | Brasile              |
| 15 | Niki Hendriks     | S/O   | 6 settembre 1992 | Italia               |
| 16 | Uroš Kovačević    | S     | 6 maggio 1993    | Serbia               |
| 17 | Simone Serafini   | P     | 13 dicembre 1975 | Italia               |
| 18 | Dāvis Krūmiņš     | P     | 28 giugno 1990   | Italia               |
| 18 | Earvin N'Gapeth   | S     | 21 febbraio 1991 | Francia              |

## Mercato
| Acquisti | Acquisti         | Acquisti          | Acquisti   |
| R.       | Nome             | da                | Modalità   |
| -------- | ---------------- | ----------------- | ---------- |
| S/O      | Zbigniew Bartman | Asseco Resovia    | definitivo |
| C        | Thomas Beretta   | Milano            | prestito   |
| P        | Bruno de Rezende | RJ                | definitivo |
| S/O      | Niki Hendriks    | Argos             | definitivo |
| P        | Lukas Kampa      | Lokomotyv Charkiv | definitivo |
| P        | Dāvis Krūmiņš    | New Mater         | definitivo |
| S        | Earvin N'Gapeth  | Kuzbass           | definitivo |
| P        | Simone Serafini  | Stadium Mirandola | definitivo |
| S/O      | Alen Šket        | ACH Volley        | definitivo |

| Cessioni | Cessioni           | Cessioni        | Cessioni   |
| R.       | Nome               | a               | Modalità   |
| -------- | ------------------ | --------------- | ---------- |
| P        | Michele Baranowicz | Lube            | definitivo |
| S/O      | Alberto Casadei    | Piemonte        | definitivo |
| L        | Luca Catellani     | Tricolore       | definitivo |
| O        | Gundars Celitāns   | İstanbul BB     | definitivo |
| P        | Dāvis Krūmiņš      | Milano          | definitivo |
| P        | Riccardo Pinelli   | Potentino       | definitivo |
| C        | Cosimo Piscopo     | Molfetta        | definitivo |
| S        | Guillaume Quesque  | Jaroslavič      | definitivo |
| C        | Jakub Veselý       | AZS Częstochowa | definitivo |

## Risultati

### Serie A1

#### Girone di andata
| 1ª giornata - 20 ottobre 2013 PalaPanini, Modena           | Modena             | 3 - 0 | Porto Robur Costa | 25-18, 25-19, 28-26               |
| 2ª giornata - 26 ottobre 2013 PalaEvangelisti, Perugia     | Sir Safety Perugia | 3 - 2 | Modena            | 22-25, 25-21, 25-16, 20-25, 15-11 |
| 3ª giornata - 3 novembre 2013 PalaPanini, Modena           | Modena             | 2 - 3 | Piacenza          | 17-25, 25-21, 25-23, 30-32, 11-15 |
| 4ª giornata - 10 novembre 2013 PalaKemon, San Giustino     | Città di Castello  | 3 - 2 | Modena            | 23-25, 20-25, 26-24, 25-22, 15-8  |
| 5ª giornata - 13 novembre 2013 PalaPanini, Modena          | Modena             | 3 - 2 | Callipo           | 19-25, 30-28, 25-18, 24-26, 15-10 |
| 6ª giornata - 27 novembre 2013 PalaPanini, Modena          | Modena             | 0 - 3 | Trentino          | 13-25, 23-25, 20-25               |
| 7ª giornata - 30 novembre 2013 PalaFontescodella, Macerata | Lube               | 3 - 2 | Modena            | 25-27, 25-17, 25-23, 22-25, 15-12 |
| 8ª giornata - 8 dicembre 2013 PalaBianchini, Latina        | Top Volley Latina  | 1 - 3 | Modena            | 19-25, 21-25, 25-18, 26-28        |
| 9ª giornata - 15 dicembre 2013 PalaPanini, Modena          | Modena             | 0 - 3 | BluVolley Verona  | 22-25, 20-25, 18-25               |
| 10ª giornata - 21 dicembre 2013 PalaPoli, Molfetta         | Molfetta           | 3 - 2 | Modena            | 25-20, 25-22, 23-25, 16-25, 15-13 |
| 11ª giornata - 8 gennaio 2014 PalaPanini, Modena           | Modena             | 3 - 1 | Piemonte          | 25-22, 21-25, 27-25, 25-18        |

#### Girone di ritorno
| 12ª giornata - 12 gennaio 2014 PalaDeAndrè, Ravenna        | Porto Robur Costa | 1 - 3 | Modena             | 15-25, 18-25, 26-24, 17-25 |
| 13ª giornata - 19 gennaio 2014 PalaPanini, Modena          | Modena            | 1 - 3 | Sir Safety Perugia | 16-25, 25-16, 23-25, 23-25 |
| 14ª giornata - 26 gennaio 2014 PalaBanca, Piacenza         | Piacenza          | 3 - 1 | Modena             | 29-27, 25-22, 17-25, 26-24 |
| 15ª giornata - 2 febbraio 2014 PalaPanini, Modena          | Modena            | 0 - 3 | Città di Castello  | 20-25, 23-25, 22-25        |
| 16ª giornata - 9 febbraio 2014 PalaValentia, Vibo Valentia | Callipo           | 3 - 0 | Modena             | 27-25, 25-23, 25-19        |
| 17ª giornata - 16 febbraio 2014 PalaTrento, Trento         | Trentino          | 0 - 3 | Modena             | 25-27, 19-25, 22-25        |
| 18ª giornata - 23 febbraio 2014 PalaPanini, Modena         | Modena            | 0 - 3 | Lube               | 21-25, 19-25, 18-25        |
| 19ª giornata - 2 marzo 2014 PalaPanini, Modena             | Modena            | 3 - 1 | Top Volley Latina  | 25-19, 25-13, 23-25, 25-22 |
| 20ª giornata - 19 febbraio 2014 PalaOlimpia, Verona        | BluVolley Verona  | 1 - 3 | Modena             | 20-25, 29-27, 22-25, 19-25 |
| 21ª giornata - 16 marzo 2014 PalaPanini, Modena            | Modena            | 3 - 0 | Molfetta           | 25-23, 25-19, 25-21        |
| 22ª giornata - 23 marzo 2014 PalaBreBanca, Cuneo           | Piemonte          | 0 - 3 | Modena             | 21-25, 18-25, 21-25        |

#### Play-off scudetto
| Quarti di finale (gara 1) - 27 marzo 2014 PalaTrento, Trento | Trentino | 0 - 3 | Modena   | 26-28, 12-25, 21-25        |
| Quarti di finale (gara 2) - 30 marzo 2014 PalaPanini, Modena | Modena   | 3 - 1 | Trentino | 25-18, 25-20, 21-25, 27-25 |
| Semifinali (gara 1) - 6 aprile 2014 PalaBaldinelli, Osimo    | Lube     | 3 - 0 | Modena   | 25-23, 26-24, 25-21        |
| Semifinali (gara 2) - 9 aprile 2014 PalaPanini, Modena       | Modena   | 0 - 3 | Lube     | 24-26, 22-25, 21-25        |
| Semifinali (gara 3) - 13 aprile 2014 PalaBaldinelli, Osimo   | Lube     | 3 - 0 | Modena   | 25-21, 25-20, 34-32        |

#### Play-off Challenge Cup
| Semifinali (andata) - 24 aprile 2014 PalaDeAndrè, Ravenna | Porto Robur Costa | 3 - 0 | Modena            | 25-20, 25-17, 30-28 |
| Semifinali (ritorno) - 27 aprile 2014 PalaPanini, Modena  | Modena            | 0 - 3 | Porto Robur Costa | 18-25, 19-25, 19-25 |

### Coppa Italia

#### Fase a eliminazione diretta
| Quarti di finale - 29 gennaio 2014 PalaTrento, Trento | Trentino | 3 - 1 | Modena | 21-25, 25-13, 25-20, 25-23 |

## Statistiche

### Statistiche di squadra
| Competizione | Punti | In casa | In casa | In casa | In trasferta | In trasferta | In trasferta | Totale | Totale | Totale |
| Competizione | Punti | G       | V       | P       | G            | V            | P            | G      | V      | P      |
| ------------ | ----- | ------- | ------- | ------- | ------------ | ------------ | ------------ | ------ | ------ | ------ |
| Serie A1     | 34    | 14      | 6       | 8       | 15           | 6            | 9            | 29     | 12     | 17     |
| Coppa Italia | -     | -       | -       | -       | 1            | 0            | 1            | 1      | 0      | 1      |
| Totale       | -     | 14      | 6       | 8       | 16           | 6            | 10           | 30     | 12     | 18     |

G = partite giocate; V = partite vinte; P = partite perse

### Statistiche dei giocatori
| Giocatore     | Serie A1 | Serie A1 | Serie A1 | Serie A1 | Serie A1 | Coppa Italia | Coppa Italia | Coppa Italia | Coppa Italia | Coppa Italia | Totale | Totale | Totale | Totale | Totale |
| Giocatore     | P        | PT       | AV       | MV       | BV       | P            | PT           | AV           | MV           | BV           | P      | PT     | AV     | MV     | BV     |
| ------------- | -------- | -------- | -------- | -------- | -------- | ------------ | ------------ | ------------ | ------------ | ------------ | ------ | ------ | ------ | ------ | ------ |
| Z. Bartman    | 27       | 385      | 340      | 23       | 22       | 1            | 19           | 17           | 0            | 2            | 28     | 404    | 357    | 23     | 24     |
| T. Beretta    | 29       | 220      | 133      | 73       | 14       | 1            | 7            | 7            | 0            | 0            | 30     | 227    | 140    | 73     | 14     |
| E. Bossi      | 17       | 18       | 16       | 2        | 0        | 1            | 0            | 0            | 0            | 0            | 18     | 18     | 16     | 2      | 0      |
| B. de Rezende | 17       | 44       | 20       | 19       | 5        | 1            | 5            | 1            | 1            | 3            | 18     | 49     | 21     | 20     | 8      |
| S. Deroo      | 28       | 267      | 236      | 12       | 19       | 1            | 13           | 12           | 0            | 1            | 29     | 280    | 248    | 12     | 20     |
| F. Donadio    | 12       | -        | -        | -        | -        | 1            | -            | -            | -            | -            | 13     | -      | -      | -      | -      |
| N. Hendriks   | 15       | 17       | 16       | 0        | 1        | 1            | 0            | 0            | 0            | 0            | 16     | 17     | 16     | 0      | 1      |
| L. Kampa      | 25       | 29       | 7        | 14       | 8        | 1            | 0            | 0            | 0            | 0            | 26     | 29     | 7      | 14     | 8      |
| U. Kovačević  | 19       | 181      | 156      | 22       | 3        | 1            | 11           | 10           | 1            | 0            | 20     | 192    | 166    | 23     | 3      |
| D. Krūmiņš    | 10       | 5        | 4        | 0        | 1        | -            | -            | -            | -            | -            | 10     | 5      | 4      | 0      | 1      |
| L. Manià      | 29       | -        | -        | -        | -        | 1            | -            | -            | -            | -            | 30     | -      | -      | -      | -      |
| E. N'Gapeth   | 11       | 152      | 133      | 9        | 10       | -            | -            | -            | -            | -            | 11     | 152    | 133    | 9      | 10     |
| G. Quesque    | 13       | 152      | 121      | 24       | 7        | -            | -            | -            | -            | -            | 13     | 152    | 121    | 24     | 7      |
| A. Sala       | 29       | 214      | 143      | 58       | 13       | 1            | 5            | 4            | 0            | 1            | 30     | 219    | 147    | 58     | 14     |
| S. Serafini   | 2        | 1        | 0        | 0        | 1        | -            | -            | -            | -            | -            | 2      | 1      | 0      | 0      | 1      |
| A. Šket       | 27       | 107      | 86       | 12       | 9        | 1            | 2            | 2            | 0            | 0            | 28     | 109    | 88     | 12     | 9      |

P = presenze; PT = punti totali; AV = attacchi vincenti; MV = muri vincenti; BV = battute vincenti